# Hot n Cold
Hot n Cold è un singolo della cantante statunitense Katy Perry, pubblicato il 30 settembre 2008 come terzo estratto dal secondo album in studio One of the Boys.
Prodotto da Dr. Luke, il singolo è divenuto una hit mondiale, raggiungendo le vette delle classifiche di oltre quindici paesi e le prime dieci posizioni di tutti gli stati dove era stata diffusa, ad eccezione della Spagna dove ha raggiunto comunque la top 15. Il brano frutta a Katy Perry una seconda candidatura ai Grammy Awards 2010 come Best Female Pop Vocal Performance.
In Italia ha raggiunto la 2ª posizione dei più trasmessi in radio.

## Descrizione
La canzone è stata distribuita nelle radio Nord Americane il 9 settembre 2008, e con il solo airplay ha raggiunto la posizione numero 9 nella Billboard Hot 100. Il 29 agosto, invece, la cantante ha cantato live la canzone allo show NBC. Ha inoltre rivelato che Hot n Cold è il sequel di I Kissed a Girl, per quanto riguarda il successo ottenuto. Ci sono due versioni per la radio, di questa canzone; la prima censura la frase "like a bitch" (come una puttana), modificandola in "like a chick"  (come una pollastrella). La seconda invece accorcia la frase "You PMS like a bitch, I would know" in "You PMS, I would know".

## Promozione
Il brano è stato inserito per la prima volta in un episodio della quarta stagione della serie televisiva Ghost Whisperer - Presenze. Nel settembre 2010, Katy Perry è stata ospite di Sesame Street, il programma televisivo per bambini con i Muppets Sesame Street, ed ha cantato Hot n Cold in un video in cui l'altro protagonista era il pupazzo Elmo. Il video è stato però censurato quasi subito, a seguito delle proteste dei genitori, che consideravano il vestito della cantante troppo succinto.

## Video musicale
Il videoclip, diretto da Alan Ferguson, è stato girato a Los Angeles all'inizio di settembre 2008. È stato trasmesso la prima volta il 1º ottobre successivo per poi essere pubblicato il 13 ottobre sul canale ufficiale YouTube della cantante; attualmente conta più di 1 miliardo di visualizzazioni. Il protagonista maschile è Alex Rodriguez, amico d'infanzia della stessa Perry. La chiesa nel video è la First Christian Church, dove fu girata anche la scena del matrimonio nel film Indiana Jones e il regno del teschio di cristallo. È il primo video in cui Katy interpreta vari ruoli. Il video inizia con l'immagine della folla di astanti in una chiesa, con all'altare due giovani. La seconda scena nitida ritrae Katy di fronte all'uomo che sta per sposare e, alla domanda del prete, risponde affermativamente. Poi tocca allo sposo, che però non riesce a pronunciare la formula, così Katy gli dà un colpo al petto con il mazzo di fiori. Il ragazzo scappa e lei lo insegue, prima in strada a piedi e poi con una bicicletta. Il giovane si nasconde all'interno d'una discoteca, dove la cantante (che è Katy), vestita di un completo di lattice rosso e un caschetto castano, lo indica ai presenti. L'uomo allora esce e si ferma vedendo Katy Perry fuori, che gli canta la sua sofferenza, insieme alle ex fidanzate dello stesso, tutte vestite da sposa. Il giovane, sentendosi perseguitato, si dirige verso una strada, dove si trova Katy nelle vesti d'una ballerina in mezzo ad alcuni bambini e alcuni giovani che cominciano a ballare al ritornello. L'artista avanza poi verso di lui con una zebra, sorridendogli; il giovane allora chiude in fretta gli occhi. Una volta riaperti si ritrova in chiesa davanti a Katy: era tutto frutto della sua immaginazione. Finalmente accetta di sposarla. Katy sorride, lo abbraccia e si baciano. Il video si conclude con gli sposi intenti a lasciare la chiesa correndo felici, mentre lo schermo si chiude in un cerchio che si stringe al centro verso il buio.
Nel video compaiono i reali genitori della Perry in prima fila durante il matrimonio.

## Tracce
CD single tedesco
1. Hot n Cold (album version) – 3:40
2. Hot n Cold (Innerpartysystem remix) – 4:37
3. Hot n Cold (Manhattan Clique remix radio edit) – 3:54

CD single inglese
1. Hot n Cold (album version) – 3:40
2. Hot n Cold (Innerpartysystem remix) – 4:38

EP Remix
1. Hot n Cold (Album Version) – 3:44
2. Hot n Cold (Main Instrumental) – 3:43
3. Hot n Cold (Main A Cappella) – 3:35
4. Hot n Cold (Rock Mix) – 3:42
5. Hot n Cold (Innerpartysystem Remix) – 4:40
6. Hot n Cold (Bimbo Jones Remix Radio Edit) – 3:52
7. Hot n Cold (Manhattan Clique Remix Radio Edit) – 3:54
8. Hot n Cold (Jason Nevins Remix Edit) – 3:58

Digital download tedesco
1. Hot n Cold (album version) – 3:43
2. Hot n Cold (Bimbo Jones remix) – 8:02
3. Hot n Cold (Manhattan Clique remix) – 6:47

EP Remix digitale statunitense
1. Hot n Cold (Innerpartysystem remix) – 4:37
2. Hot n Cold (Bimbo Jones remix radio edit) – 3:52
3. Hot n Cold (Manhattan Clique remix; Long Edit) – 6:47
4. Hot n Cold (Yelle remix) – 4:07

Digital download singola traccia
1. Hot n Cold (rock mix) – 3:41

CD promo
1. Hot n Cold (album version) – 3:40
2. Hot n Cold (Promo Only clean edit) – 3:40
3. Hot n Cold (rock mix) – 3:41

## Cover
Sono state eseguite delle cover da parte di alcuni artisti dell'ambito punk rock quali i Chase the Light, i Sunset Takeover, i Red Summer Tape e i Cabin Fever, e dal gruppo rock and roll tedesco The Baseballs.

## Classifiche

### Classifiche internazionali
| Classifica (2008/2009) | Posizione massima |
| ---------------------- | ----------------- |
| Australia              | 4                 |
| Austria                | 1                 |
| Belgio (Fiandre)       | 2                 |
| Belgio (Vallonia)      | 1                 |
| Canada                 | 1                 |
| Danimarca              | 1                 |
| Europa                 | 1                 |
| Finlandia              | 1                 |
| Francia                | 10                |
| Germania               | 1                 |
| Irlanda                | 3                 |
| Italia                 | 2                 |
| Norvegia               | 1                 |
| Nuova Zelanda          | 5                 |
| Paesi Bassi            | 5                 |
| Polonia                | 1                 |
| Regno Unito            | 4                 |
| Repubblica Ceca        | 1                 |
| Slovacchia             | 1                 |
| Spagna                 | 13                |
| Svezia                 | 2                 |
| Svizzera               | 1                 |
| Stati Uniti            | 3                 |

### Classifiche di fine anno
| Classifica (2008) | Posizione |
| ----------------- | --------- |
| Australia         | 16        |
| Austria           | 63        |
| Canada            | 31        |
| Germania          | 47        |
| Nuova Zelanda     | 25        |
| Svezia            | 40        |
| Svizzera          | 40        |
| Regno Unito       | 23        |
| Stati Uniti       | 36        |
| Classifica (2009) | Posizione |
| Austria           | 5         |
| Belgio (Fiandre)  | 19        |
| Belgio (Vallonia) | 6         |
| Canada            | 11        |
| Europa            | 2         |
| Germania          | 12        |
| Ungheria          | 1         |
| Italia            | 14        |
| Svizzera          | 4         |
| Regno Unito       | 76        |
| Romania           | 1         |
| Stati Uniti       | 25        |